# Pierre Gaultier de Varennes et de La Vérendrye
Pour les articles homonymes, voir Gaultier, Varennes et La Vérendrye.
Pierre Gaultier de Varennes, seigneur de la Vérendrye (né le 17 novembre 1685 à Trois-Rivières, décédé le 5 décembre 1749 à Montréal) est un explorateur de la Nouvelle-France. Avec ses fils, il effectue de multiples expéditions dans le nord-ouest du continent américain. Pionnier de l'exploration française en Amérique du Nord, il est à l'origine d'un important réseau de forts et de postes de traite (notamment au Manitoba) et noue des relations diplomatiques avec de multiples nations autochtones.

## Biographie

### Enfance
Pierre Gaultier de Varennes est né à Trois-Rivières le 17 septembre 1685. Issu d'une famille de notables, il est le dernier des neuf enfants de René Gaultier de Varennes, un ancien officier du régiment de Carignan (arrivé de France en 1665), et de Marie Boucher, fille du gouverneur de Trois-Rivières Pierre Boucher de Grosbois . René Gaultier, après avoir succédé à son beau-père au poste de gouverneur de la ville, se fait offrir la seigneurie de Varennes en récompense pour les services rendus à la Couronne.
Les Gaultier sont originaires de la région d’Angers en France, où leur nom figure pour la première fois vers le milieu du XVIe siècle. Ils occupent un rang important parmi les notables de la région. L'arrière-grand-père de Pierre Gaultier de Varennes, Pierre Gaultier de La Vérendrye (né en 1576), fut greffier de la Sénéchaussée d'Angers et receveur des Consignations à Angers. Le clan est composé de propriétaires terriens qui occupent des postes dans l’armée, la magistrature et l’administration.
À la mort de son père en 1689, Pierre est éduqué par sa mère, qui est forcée de quitter Trois-Rivières à cause de difficultés économiques. L'enfant grandit donc dans la maison seigneuriale de Varennes, avant d'entrer au petit séminaire de Québec en 1696: il y étudie trois ans. Il commence ensuite une carrière de soldat, en tant que cadet dans les rangs de la Marine.

### Passage dans l'armée et séjour en France

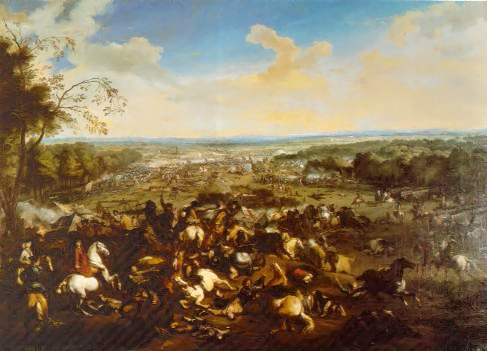
Bataille de Malplaquet, à laquelle Pierre Gaultier de Varennes et de la Vérendrye participe.

En 1704, après avoir combattu les Iroquois et les Britanniques, il participe à sa première campagne militaire, sous le commandement de Jean-Baptiste Hertel de Rouville: il aurait alors pris part au raid sur Deerfield, au Massachusetts. Il est également déployé à Terre-Neuve sous les ordres de Daniel d'Auger de Subercase, qui cherche à débarrasser l'île des établissements anglais. Dès 1706, Pierre Gauthier de Varennes est nommé enseigne en second. Peu après, il se fiance avec Marie-Anne Dandonneau du Sablé, fille d'un éminent notable de Trois-Rivières. Cette union lui permet d'acquérir des propriétés sur l'île Dupas et l'île aux Vaches.
En 1708, suivant les traces de son frère Louis, il décide de partir pour la France et s'enrôle avec les troupes régulières en tant que sous-lieutenant: il entre alors dans le régiment de Bretagne. Au décès de son frère, il reprend son patronyme et ajoute «de la Vérendrye» à son nom. Durant la guerre de Succession d'Espagne, il sert dans les Flandres. En 1709, lors de la  bataille de Malplaquet, il est grièvement blessé (transpercé d'une balle et frappé de coups de sabre) puis fait prisonnier. Libéré en 1710, la Cour lui accorde le grade de lieutenant en reconnaissance de ses services. Ce prestige est toutefois de courte durée: sans le sou, il décide de revenir au Canada et sa hiérarchie décide alors de lui retirer son grade.

### Retour en Nouvelle-France et mariage

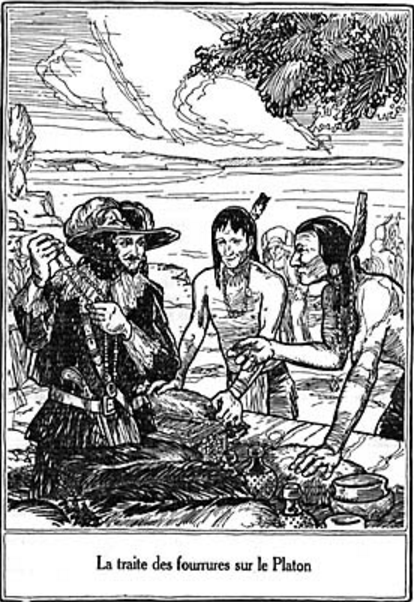
Traite des fourrures sur le Platon, près de Trois-Rivières, illustration de Benjamin Sulte, 1931.

L'autorisation de revenir en Nouvelle-France lui est accordée le 24 mai 1712. À l'automne, il épouse Marie-Anne Dandonneau du Sablé, la fiancée qui l'attend depuis cinq ans. Cette union lui donne accès à une terre qui consiste en la moitié de l'Île aux Vaches ainsi que quelques autres terres de plusieurs arpents. Les nouveaux mariés auront 4 garçons et 2 filles: Jean-Baptiste (1713), Pierre (1714), François (1715), Louis-Joseph (1717), Marie-Anne (1721) et Marie-Catherine (1724).
Pendant 14 ans, La Vérendrye est à la fois seigneur et paysan, cultivant la terre et recevant de faibles rentes du fief du Tremblay, dont il hérite. Malgré ces activités, la Vérendrye n'arrive pas à subvenir convenablement aux besoins de sa famille. Le gouverneur lui permet alors, quelques mois par année, de faire le commerce de la fourrure avec les autochtones. À l'époque, l'industrie européenne de la fourrure, incapable de se procurer des peaux de castor (utilisés dans la confection des chapeaux) localement, est prête à payer le prix fort pour des peaux en provenance d'Amérique. Comme son père quelques années plus tôt, la Vérendrye occupe alors un poste de traite à La Gabelle, sur la rivière Saint-Maurice.
Au contact des Attikameks et des Algonquins, il en apprend beaucoup sur la traite des fourrures et réalise tout le potentiel économique des Pays-d'en-Haut. En 1726, son frère, Jacques-René de Varennes, obtient d'importantes responsabilités militaires dans la région, devenant commandant des postes du lac Supérieur. Il invite alors Pierre à le rejoindre. Ce dernier n'hésite pas: en 1727, il confie la gestion de sa terre seigneuriale à sa femme et se lance à la conquête de l'Ouest.

### Explorations

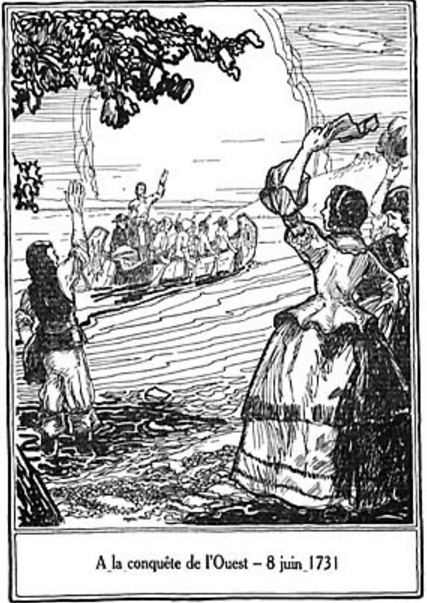
«A la conquête de l'Ouest», illustration de Benjamin Sulte, 1931.

Comme le souligne l'anthropologue Serge Bouchard, La Vérendrye continue de développer ses compétences de coureur des bois auprès des autochtones et profite des pouvoirs de son frère dans la région des Grands Lacs : 
«Il apprend les rouages du commerce, le système des marchands équipeurs, le transport des marchandises pour le troc, l’importance stratégique des postes, la géopolitique des nations amérindiennes et tant de choses qui lui seront utiles dans cette nouvelle vie. À titre de commandant, Jacques-René de Varennes jouit du monopole de la traite sur son territoire ; bien qu’officieux, ce privilège lui permet de tirer son épingle du jeu. Pour Pierre, tout devient possible. Lui qui n’avait d’ambition, depuis des années, que de retourner en France pour tenter de se réapproprier son grade de lieutenant, voilà qu’il se met à rêver d’autres choses : non seulement il s’enrichira par le commerce du castor, mais ses explorations lui vaudront la gloire!» 
Devenu commandant du poste du Nord en 1728, il s'associe à des marchands et noue d'importantes alliances avec les Cris, les Monsonis et les Assiniboines pour la construction de forts.
Outre la volonté de s'enrichir avec la traite des fourrures, La Vérendrye cultive, comme plusieurs de ses prédécesseurs, le désir de découvrir l'autre bout du continent américain: la mythique «mer de l'Ouest». Toujours dans l'optique de découvrir un passage vers l'Orient, jusqu'à la fin du XVIe siècle, plusieurs aventuriers, Anglais et Français, ont également cherché à trouver un «passage du Nord-Ouest» à travers les eaux arctiques. Au comptoir de Nipigon (aujourd'hui en Ontario), il entend parler d'une rivière qui mènerait vers cette mer de l'Ouest.

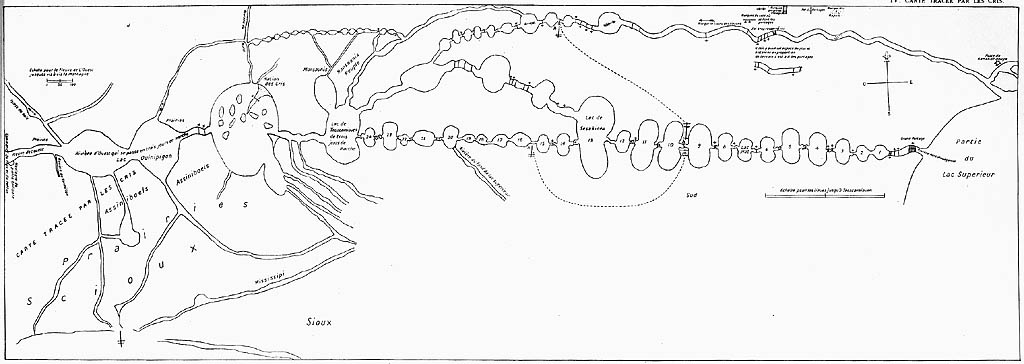
Carte des voies d'eau de Haute-Louisiane tracée par La Vérendrye d'après les indications des guides indiens, v. 1730.

#### Premières expéditions
Probablement marqué par les récits d'explorateurs comme Nicolas Perrot et Radisson, et guidé par les Cris (Saulteux, Monsonis et Cristinaux), La Vérendrye envisage à son tour d'organiser une grande expédition à partir d'un poste de traite de Kaministiquia (Thunder Bay, au nord du Lac Supérieur). Cette volonté se concrétise dès juin 1731, alors qu'il quitte Montréal, accompagné d'une cinquantaine d'engagés et de ses fils Jean-Baptiste, Pierre et François (Louis-Joseph est alors trop jeune), et entame une longue série de voyages voués au commerce et à l'exploration de l'Ouest canadien. Il s'associe à des marchands Montréalais, qui lui prêtent de l'équipement dans l'espoir de profiter, en retour, des richesses engrangées par la traite des fourrures.

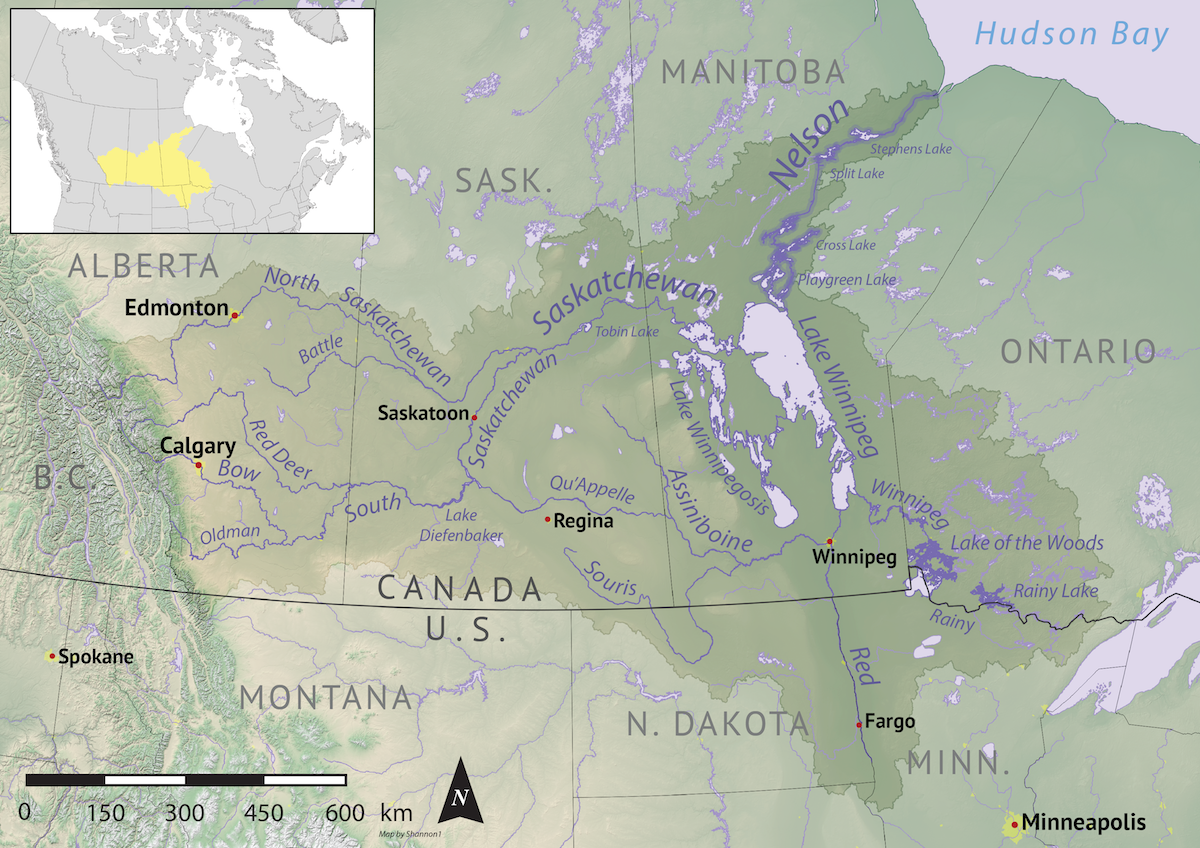
Carte du lac Winnipeg et des rivières environnantes

La Vérendrye et ses hommes, dont ses trois fils âgés de 18, 17 et 16 ans, atteignent le lac Supérieur au mois d'août 1731. Ils explorent alors le lac, puis s'engagent dans la rivière Pigeon. Celle-ci permet d'atteindre, à travers le passage des Hautes terres du portage, la ligne de partage des eaux laurentien qui sépare les deux bassins versants. On peut ensuite, au moyen du portage, atteindre la rivière à la Pluie et le lac Winnipeg. La Vérendrye est toutefois confronté à la désobéissance de ses hommes: ils refusent d'aborder le Grand Portage, un obstacle de taille. Il décide alors de séparer le groupe: il laisse la minorité de téméraires (notamment son fils Jean-Baptiste et son neveu Christophe Dufrost de La Jemerais) poursuivre l'expédition et il rentre à Kaministiquia avec le reste, pour hiverner.
La Vérendrye passe quelques années à organiser des expéditions à partir de Fort Caministigoyan et fait édifier une dizaine de postes de traite fortifiés, notamment Fort Saint-Pierre, puis Fort Saint-Charles, qui devient son quartier général et une plaque tournante pour l'exploration du Manitoba. Il réussit à le faire même si les autochtones de la région traitent déjà avec les Anglais de la Compagnie de la Baie d'Hudson.

#### Recherche des Mandans et retour à Montréal

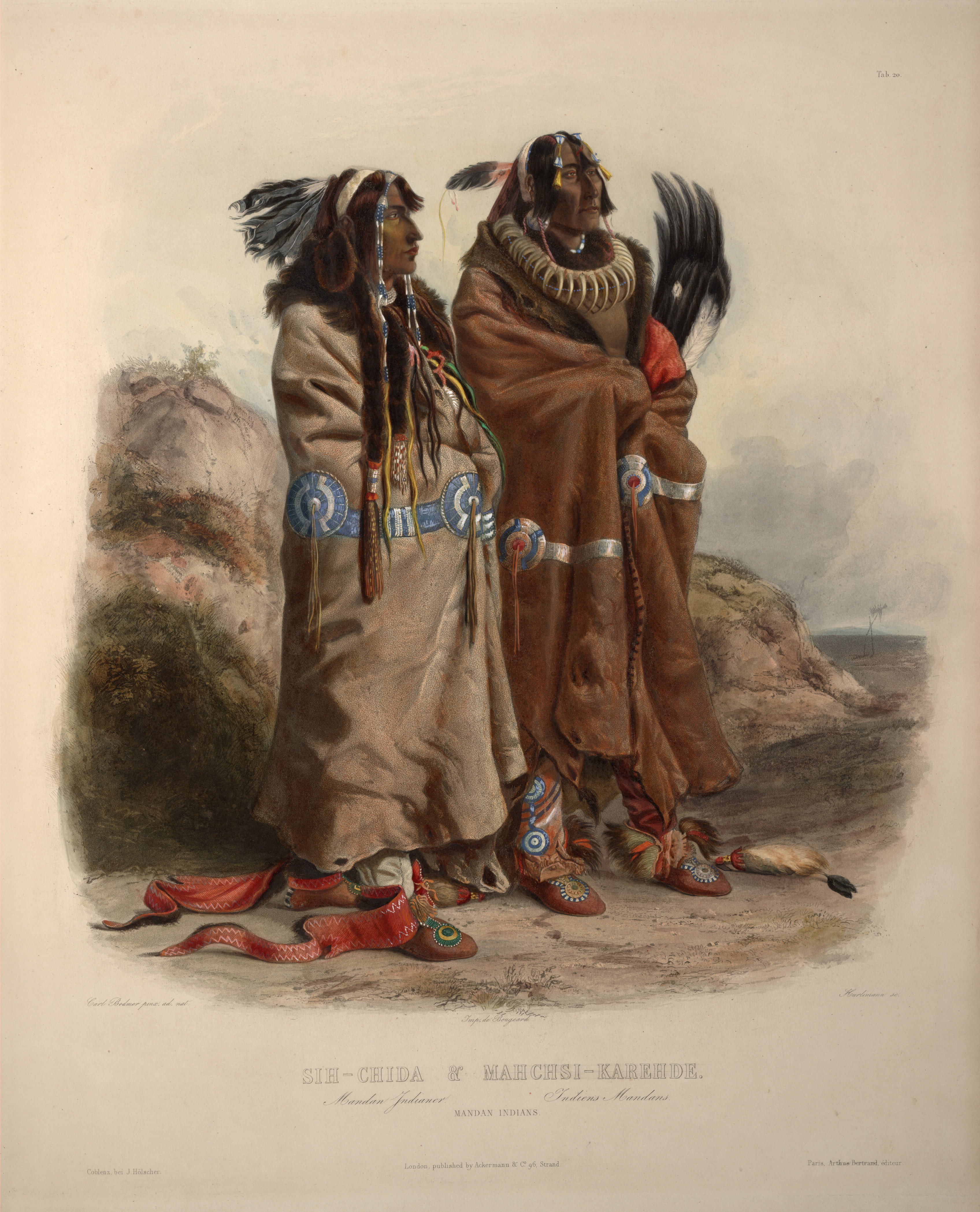
Représentation de Mandans, par Karl Bodmer, v. 1840-1843.

En 1734, La Vérendrye poursuit son exploration en aval de la rivière Winnipeg, alors qu'il y fait construire le Fort Maurepas. Il conclut également une alliance avec les Cris de la région. Durant l'hiver 1734-1735, ses fils entendent parler des Mandans, un peuple autochtone sédentaire qui aurait des coutumes et un mode de vie similaires aux Français. De plus, on raconte qu'ils vivent le long d'une rivière qui s'écoule vers l'Ouest. Entrer en contact avec eux devient donc une priorité pour La Vérendrye.
En 1736, des guides assiniboines, habitués à commercer avec les Mandans, proposent aux explorateurs de participer à leur prochaine expédition. Les projets d'exploration sont cependant compromis par plusieurs incidents de taille. D'abord, La Jemmerais, le neveu de Pierre de la Vérendrye, meurt d'une maladie le 10 mai 1736. De plus, un convoi de marchandises en provenance de Montréal, transportant des cadeaux qui servent à établir des liens de confiance avec les autochtones, disparaît. Pour ne rien arranger, Jean-Baptiste de la Vérendrye, parti à la recherche du convoi, est tué dans une embuscade des Sioux (qui ont des différends avec les Cris et qui reprochent aux Français d'armer ces derniers).
Les deux tragédies, arrivées dans un court laps de temps, font en sorte que l'expédition vers l'ouest est remise en question. Après avoir passé le reste de l'année 1736 à fort Saint-Charles, Pierre de la Vérendrye entreprend finalement, au début de l'année 1737, une excursion à la recherche des Mandans. Il part alors, accompagné de ses fils, d'une dizaine de Canadiens et de quelques guides autochtones, vers le Fort Maurepas en empruntant la rivière Roseau. Il rencontre des Cris et des Assiniboines qui lui transmettent leurs connaissances sur la géographie de la région (notamment sur le lac Winnipegosis) et lui donnent des informations concernant la région des Mandans, plus au sud. Il n'arrivera toutefois pas à les rencontrer: après avoir promis aux Assiniboines de leur construire des postes de traite, il retourne à Saint-Charles en mai 1737. Par la suite, il se rend à Montréal pour expliquer au gouverneur les raisons de l'échec de sa mission: il n'a toujours pas découvert la «mer de l'Ouest».

#### Reprise des expéditions dans l'Ouest et dernières années
En 1738, Pierre Gaultier de Varennes et de la Vérendrye est de retour dans l'Ouest, à la rivière Rouge. Comme promis un an plus tôt, il entreprend la construction d'un poste de traite pour les Assiniboines: il est connu sous le nom de fort Rouge, au confluent de la rivière Rouge et de la rivière Assiniboine. Un deuxième établissement, le fort La Reine, est construit la même année sur la rivière Assiniboine, non loin de la ville actuelle de Portage la Prairie. N'ayant pas obtenu d'informations pertinentes concernant la «mer de l'Ouest» au contact des Mandans, il entreprend la construction d'une série de postes de traites au nord du lac Winnipeg: fort Bourbon (1739 ou 1740), fort Paskoya (1739 ou 1740) et fort Dauphin (1741). Il retourne ensuite à Montréal en 1740, où il doit faire face au décès de sa femme Marie-Anne Dandonneau. La Vérendrye rencontre également le gouverneur de la colonie, Charles de La Boische, qui renouvelle son monopole de traite à l'ouest de Kaministiquia, malgré le fait qu'il n'a toujours pas rempli le mandat de découvrir la «mer de l'Ouest».

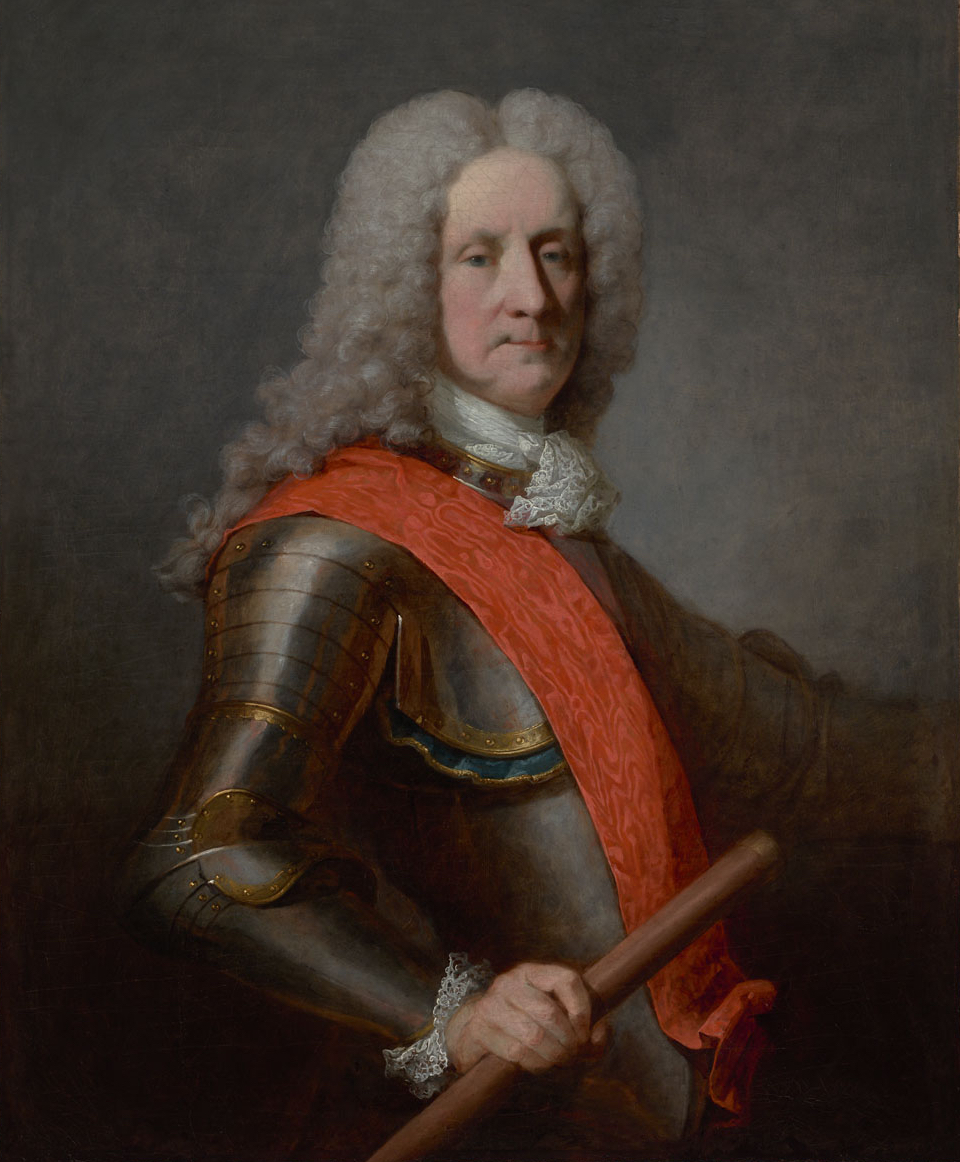
Le marquis de Beauharnois, gouverneur de la Nouvelle-France (1726-1747), toile attribuée à Robert Tournières, v. 1748.

La Vérendrye repart donc pour le fort La Reine à l'été 1741: il en fait un quartier général d'où il entreprend ses ultimes expéditions. Le 9 avril 1742, les fils de La Vérendrye, Louis-Joseph et François, accompagnés par deux Français du nom de Lalondette et d'Amiotte, quittent le fort avec pour mission d'entrer en contact avec les Mandans et de poursuivre l'exploration vers l'ouest. Ils arrivent chez les Mandans le 19 mai et ils y demeurent jusqu'au 23 juillet avant de repartir, appuyés cette fois par deux guides mandans. Ils marchent durant plusieurs jours et finissent par rencontrer des Crows à qui les Mandans cèdent le relais pour retourner chez eux. Ils croisent ainsi plusieurs villages où ils sont bien reçus et à qui ils offrent des présents qu'ils ont pris soin d'apporter avec eux. Le 19 octobre, ils parviennent au Wyoming actuel.
Le 1er janvier 1743, ils remontent le Haut Missouri jusqu'à la rivière Yellowstone. Ils sont ensuite accompagnés par des guides Sioux, lorsqu'un écran de pierre leur barre la route et la vue: ils sont arrivés au pied des montagnes Rocheuses, dans la partie occidentale du Wyoming. Ils sont alors certains que, s'ils traversent ces montagnes, ils verront la mer. Leurs guides autochtones refusent toutefois de poursuivre leur chemin, arguant qu'il est dangereux de continuer dans les territoires de leurs ennemis, les «Gens-du-Serpent». Déçus, les frères La Vérendrye rebroussent chemin et rentrent au fort La Reine en juillet 1743 où ils retrouvent enfin leur père qui était resté sur place afin de s'assurer que les Cris et les Assiniboines ne partent pas en guerre contre les Sioux. Auparavant, le 30 mars 1743, ils enterrent une plaque de plomb marquant leur passage et leur prise de possession du territoire. La plaque sera découverte en 1913 et le lieu de découverte est devenu le Site de La Vérendrye.
Si les quatre explorateurs sont revenus sains et saufs de leur expédition, leur mission de découvrir la mer de l'Ouest demeure un échec. Discrédité, Pierre de La Vérendrye démissionne et revient à Montréal. Il ne s'affaire pas moins à préparer de nouvelles expéditions. Il ne fera toutefois plus de découvertes majeures et ne découvrira jamais la mythique mer de l'Ouest, pas plus que ses fils qui ne trouveront pas l'appui nécessaire à un nouveau voyage au-delà des montagnes Rocheuses. Versailles décide de le remplacer en 1744, malgré les arguments du marquis de Beauharnois, qui prend sa défense. Grâce à l'aide du gouverneur, ses fils pourront toutefois continuer la traite de la fourrure malgré le fait que le clan a perdu sa commission de découvertes dans l'Ouest.
La Vérendrye vit alors une existence relativement confortable à Montréal, malgré le fait qu'il a d'importantes dettes contractées auprès des marchands ayant financé ses expéditions. Il fréquente les salons coloniaux et devient capitaine de la garde personnelle du gouverneur jusqu'à ce que ce dernier soit rappelé en France en 1748. Son successeur, Rolland-Michel Barrin, honore La Vérendrye en reconnaissance de sa contribution à l'exploration de la Nouvelle-France : il le récompense de la Croix de Saint-Louis, la plus haute distinction pour un Canadien à l'époque (elle est d'ailleurs accompagnée d'un titre de chevalier).

### Mort
À la fin des années 1740, probablement revigoré par la reconnaissance de ses accomplissements, La Vérendrye envisage de nouvelles expéditions vers l'Ouest. Mais elles ne se matérialiseront jamais, puisqu'il meurt soudainement le 5 décembre 1749 (à 64 ans), à Montréal.

## Héritage

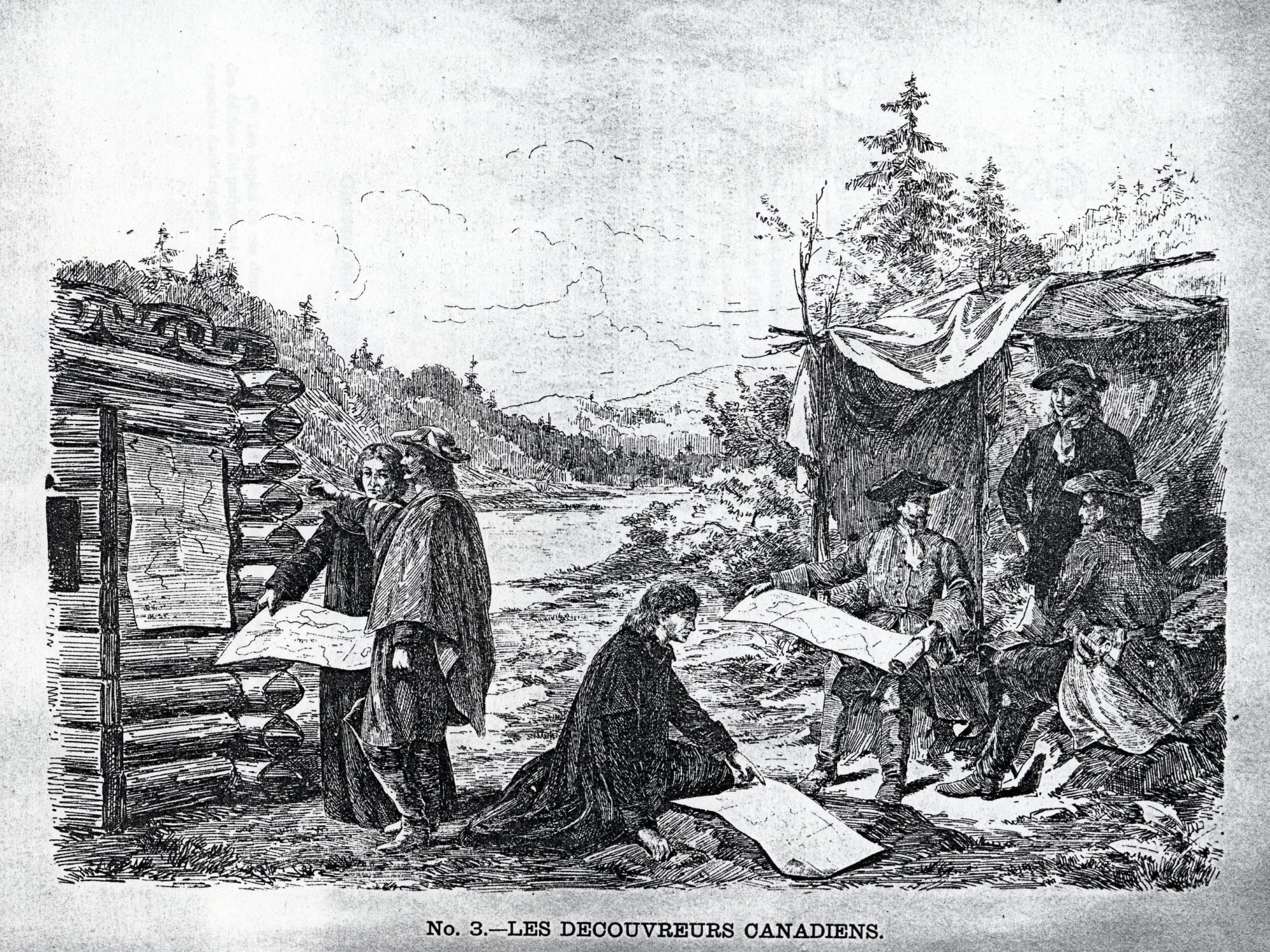
«Les découvreurs canadiens» (Louis Hennepin, Pierre Le Moyne d'Iberville, Louis Jolliet, Pierre Gaultier de Varennes et de La Vérendrye, Jacques Marquette, Jean Nicolet).

Les voyages de la Vérendrye furent majeurs en ce qui a trait à la découverte du nord-ouest de l'Amérique par les Européens. Ses expéditions ont ouvert la voie à de nombreux explorateurs et la douzaine de cartes qu'il a produites avec ses fils ont permis de comprendre les trois grands réseaux hydrographiques de la région (baie d'Hudson, Mississippi, Saint-Laurent). De plus, son important réseau de forts et de postes de traite a mené à la création de plusieurs villes dans les Prairies canadiennes. Finalement, la Vérendrye fut l'instigateur de contacts diplomatiques avec plusieurs tribus autochtones et a identifié de nombreuses espèces animales et végétales durant ses voyages.

## Hommages

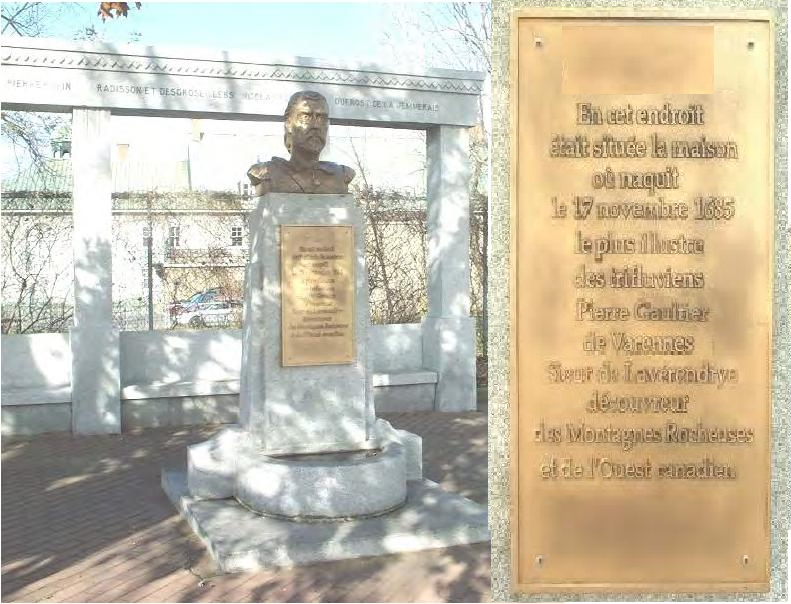
Buste de La Vérendrye à Trois-Rivières

- Le canton de La Vérendrye, dans la vallée de la Matapédia.
- Le Parc provincial La Vérendrye, en Outaouais.
- Le Boulevard De La Vérendrye, à Montréal.
- La Réserve faunique La Vérendrye, au Québec.

### Ouvrages
- Gilles Havard, Histoire des coureurs des bois. Amérique du Nord (1600-1840), Paris, Les Indes savantes, 2016, 885 p. (ISBN 978-2-84654-424-5)
- Raymonde Litalien, Les explorateurs de l'Amérique du Nord (1492-1795), Montréal, Septentrion, 1993, 268 p. (ISBN 978-2-921114-94-3)
- Serge Bouchard et Marie-Christine Lévesque, Ils ont couru l’Amérique, Montréal, Lux éditeur, 2014, 419 p. (présentation en ligne)
- Denis Combet, À la recherche de la mer de l’Ouest : mémoires choisis de La Vérendrye : In Search of the Western Sea : Selected Journals of La Vérendrye, Saint-Boniface et Winnipeg, Éditions du Blé et Great Plains Publications, 2001, 191 p.
- Antoine Champagne, Nouvelles études sur les La Vérendrye et le poste de l’Ouest, Québec, Presses de l’Université Laval, 1971, 260 p.
- Antoine Champagne, Les La Vérendrye et le poste de l’Ouest, Québec, Presses de l’Université Laval, 1968, 589 p. (lire en ligne)
- (en) Martin Kavanagh, La Vérendrye : His Life and Times, A Biography and a Social Study of a Folklore Figure, Soldier, Fur Trader, Explorer, Brandon, Manitoba, 1967, 262 p.
- (en) Nellis M. Crouse, La Verendrye. Fur Trader and Explorer, Cornell University Press, 1956, 247 p.
- (en) Pierre Gaultier de Varennes et de La Vérendrye et Lawrence Johnstone Burpee (éd.), Journals and letters of Pierre Gaultier de Varennes de La Vérendrye and his sons : With correspondence between the governors of Canada and the French court touching the search for the western sea, Toronto, Champlain Society, 1927, 548 p.
- Gilles Havard, L'Amérique fantôme, Flammarion, 2019, 649 p.  (ISBN 978-2-89077-881-8).

### Articles
- Serge Bouchard, « La famille La Vérendrye », Fondation Lionel-Groulx,‎ mars 2019 (lire en ligne)
- Karlee A. Sapoznik-Evans, « Des lacunes en historiographie : La Vérendrye dans une perspective de relations homme-femme, de relations raciales et d’esclavage au début du Canada français, 1731-1749 », Cahiers franco-canadiens de l’Ouest,‎ 2017, p. 457–487 (lire en ligne)
- Denis Combet, « La Vérendrye, ou l’archétype du voyageur idéal », Encyclopédie du patrimoine culturel de l’Amérique française,‎ 2008 (lire en ligne)
- Conrad E. Heidenreich,, « Pierre Gaultier de Varennes et de La Vérendrye », The Canadian Encyclopedia / Encyclopédie canadienne,‎ 2008 (lire en ligne)
- K. David McLeod et Virginia Petch, « Les La Vérendrye et la recherche de la mer de l'Ouest », Cap-aux-Diamants, no 66,‎ été 2001, p. 46-50 (ISSN 0829-7983, lire en ligne)
- Yves F. Zoltvany, « Gaultier de Varennes et de La Vérendrye, Pierre », Dictionnaire biographique du Canada, Université Laval et University of Toronto, vol. 3,‎ 1974, p. 264-273 (lire en ligne)